# 苏尔格雷夫
苏尔格雷夫（英語：Sulgrave）是英国英格兰北安普敦郡南区布莱克利以北8公里处的一个村落，是美国首任总统乔治·华盛顿曾祖父约翰·华盛顿的居住地。